# Go-Uda
Go-Uda, född 1267, död 1324, var regerande kejsare av Japan mellan 1274 och 1287.